# Подскрайник
Подскрайник (словен. Podskrajnik) — поселення в общині Церкниця, Регіон Нотрансько-крашка, Словенія. Висота над рівнем моря: 560,2 м.